# Punta Iguana
Punta Iguana, localidad venezolana, es un centro urbano y poblado ubicado en el municipio de Santa Rita, del Estado Zulia (Venezuela), teniendo como referencia ser cabecera del imponente puente sobre el Lago de Maracaibo "General Rafael Urdaneta".

## Geografía
Punta iguana se encuentra en un acantilado bajo al norte de la población de Barrancas, el cual marca el inicio del cuello del lago y se escogió como punto de partida para el Puente sobre el Lago.
La población tiene 2 sectores, Punta Iguana Norte y Punta Iguana Sur y se encuentra conurbada con Palmarejo y Barrancas, de Palmarejo la separa la carretera Lara - Zulia en su vía al Puente, el límite con Barrancas es más arbitrario.
Punta Iguana tiene un estadio de béisbol de pequeñas ligas y un boulevart. 